# 오카다 가와이
오카다 가와이(일본어: 岡田 可愛, 1948년 10월 19일~)는 일본의 여배우이다.